# Aleksandr Kasjanow
Aleksandr Władimirowicz Kasjanow (ros. Александр Владимирович Касьянов; ur. 30 września 1983 w Bracku) – rosyjski bobsleista, dwukrotny medalista mistrzostw świata.

## Kariera
Pierwszy medal w karierze Kasjanow wywalczył w 2015 roku, kiedy wspólnie z kolegami i koleżankami z reprezentacji zajął trzecie miejsce w rywalizacji drużynowej na mistrzostwach świata w Winterbergu. Na tych samych mistrzostwach był też siódmy w czwórkach. W sezonie 2014/2015 zajął drugie miejsce w klasyfikacji Pucharu Świata czwórek i trzecie w kombinacji. W 2014 roku wystartował na igrzyskach olimpijskich w Soczi, zajmując czwarte miejsce w dwójkach i czwórkach. W listopadzie 2017 roku został przez MKOl zdyskwalifikowany za stosowanie dopingu. Ponadto był też drugi w rywalizacji drużynowej na mistrzostwach świata w Igls w 2016 roku.